# GIFT of SMAP
《GIFT of SMAP》是日本男子偶像组合SMAP的第20张原创专辑。于2012年8月8日由Victor Entertainment发行。

## 解说
- 2012年6月22日，在发表巡演的同时也发表了将要发行本张专辑的消息[2]。
- 以本张专辑收录曲为主构成的巡回演唱会“GIFT of SMAP -CONCERT TOUR'2012-（日语：GIFT of SMAP CONCERT'2012）”于2012年8月23日至12月24日举行。
- 标题的含义是“作为组合的第20张原创专辑，要呈现给歌迷一份完美的礼物”[3]。
- 专辑中收录的香取慎吾的独唱曲《MONSTERS（日语：MONSTERS (曲)）》是2012年11月28日他与事务所后辈山下智久组合成的限定组合“The MONSTERS”名义的歌曲的翻唱版本。
- 专辑中收录曲《天使之心》是对于歌曲《Lion Heart》站在女性的立场上回答的歌曲[4]。
- 这张专辑在Oricon专辑周榜上获得了第一名的成绩。对于已经出道超过二十年的组合来说，仍能同时取得单曲与专辑周榜第1名的成绩是较少见的，在SMAP之前只有南方之星（サザンオールスターズ）与B'z两组曾达此高度[5]。

与之前专辑不同，本张专辑是以以下四种不同版本发行的。
|                         | 通常盤                                  | 初回限定盤                              | Seven net限定盤                      | Special 限定盤                                                                            |
| ----------------------- | --------------------------------------- | --------------------------------------- | ------------------------------------ | ----------------------------------------------------------------------------------------- |
| CD （收录歌曲全部相同） | 分为两张光碟收录 （#收录歌曲参照）      | 分为两张光碟收录 （#收录歌曲参照）      | 分为两张光碟收录 （#收录歌曲参照）   | 分为19张光碟收录 （#收录歌曲参照）                                                        |
| DVD                     | 无                                      | PV （#收录歌曲参照）                    | 广告等 （#收录歌曲参照）             | 无                                                                                        |
| 封入特典                | 无                                      | 无                                      | 无                                   | “金牌”1枚                                                                                 |
| 外付特典                | B2尺寸海报 （预约购入才有） ※仅部分店铺 | B2尺寸海报 （预约购入才有） ※仅部分店铺 | Seven net限定明信片 （购买即赠特典） | 无                                                                                        |
| 包装式样                | 普通纸质包装                            | 礼盒式样                                | 礼盒 Seven net Ver.                  | 礼盒式样 表面镀金和银 19张光碟有不同盘面 收录成员独唱曲的5张光盘由成员设计 GIFT留言卡封入 |
| 备注                    |                                         |                                         | 只能在Seven net Shop购买             | 依照预约数量生产，预约截止日期为6月29日                                                   |

## 收录歌曲

### CD (通常盤/初回限定盤/Seven net限定盤)

#### Disc1
1. 《Theme of gift -prologue-》　
  - 作曲、編曲：菅野洋子（菅野よう子）
2. 《Just Go!》　
  - 作詞、作曲：浅利進吾（日语：浅利進吾） / 編曲：浅利進吾、陶山隼（日语：陶山隼）
3. 《顛倒的天空》（さかさまの空）
  - 作詞：麻生哲朗 / 作曲、編曲：菅野洋子
  - SMAP第47张单曲主打曲。
  - NHK连续电视小说《小梅医生》（梅ちゃん先生）主題歌
4. 《HIKARI》
  - 作詞、作曲、編曲：HIKARI（日语：HIKARI）
5. 《早上好》（おはよう）
  - 作詞、作曲：前山田健一 / 編曲：中西亮輔（日语：中西亮輔）
  - 由木村与香取两人演唱。
6. 《你与Boogie Woogie》（君とBoogie Woogie）
  - 作詞、作曲：阳光直人 / 編曲：鈴木Daichi秀行（日语：鈴木Daichi秀行）
7. 《gift》
  - 作詞：麻生哲朗 / 作曲：菅野洋子 / 編曲：CHOKKAKU（日语：CHOKKAKU）
  - 6月27日开始提供先行下载[6]。
  - 组合出演的7&I《夏日礼物》（夏ギフト）与《冬日礼物》（冬ギフト）篇搭配的广告歌
8. 《夏日的越狱者》（真夏の脱獄者）
  - 作詞、作曲：椎名林檎 / 編曲：服部隆之
9. 《不存在的寂寞》（イナクテサビシイ）
  - 作詞：Blaise、Maynard、tax / 作曲：Blaise、Maynard / 編曲：川端良征
10. 《I Wanna Be Your Man》
  - 作詞：志磨遼平（日语：dresscodes） / 作曲：Ryo Watanabe / 編曲：岩田雅之（日语：岩田雅之）
  - 由稲垣、草彅与香取三人演唱。
11. 《天使之心》（エンジェルはーと）
  - 作詞：野岛伸司 / 作曲：Kabashima Kenji & kosekibeatz / 編曲：宗像仁志
12. 《向前！》（前に!）
  - 作詞：飯田清澄、zopp（日语：zopp） / 作曲：飯田清澄 / 編曲：本間昭光（日语：本間昭光）
13. 《Theme of gift -epilogue-》
  - 作曲、編曲：菅野洋子

#### Disc2
1. 《呐…》（ねぇ…）
  - 作詞、作曲、編曲：N.MAPPY（N.マッピー）、谷口尚久（日语：谷口尚久）
  - 中居正广的独唱曲。
2. 《La ＋ LOVE & PEACE》
  - 作詞：Satomi / 作曲、編曲：Marty Friedman / Strings Arrangement：清水俊也
  - 木村拓哉的独唱曲。
3. 《Special Thanks》
  - 作詞：micca / 作曲、編曲：大橋好規（日语：大橋トリオ） / Strings Arrangement：中島信行（中島ノブユキ）
  - 稲垣吾郎的独唱曲。
4. 《唐獅子牡丹》
  - 作詞：水城一狼、矢野亮 / 作曲：水城一狼 / 編曲：小西康陽（日语：小西康陽） / 管弦乐编曲：窪田晴男（日语：窪田晴男）
  - 草彅剛的独唱曲。高仓健乐曲的翻唱。
5. 《MONSTERS（日语：MONSTERS (曲)）》
  - Music and Words : Shingo Katori, Tomohisa Yamashita / Produced by Jeff Miyahara（日语：Jeff Miyahara）
  - 香取慎吾的独唱曲。
6. 《CRAZY FIVE》　
  - 作詞、作曲、編曲：N.MAPPY、宮下浩司、宮下昌也

### CD (Special 限定盤)
与通常盤/初回限定盤/Seven net限定盤收录歌曲与曲顺几乎相同，并以每碟一曲的方式收录入19张光盘中。
但Disc13中收录的不是《Theme of gift -epilogue-》，而是完整版的《Theme of gift》。

#### Disc13
1. 《Theme of gift》
  - 作曲、編曲：菅野洋子

### DVD (只初回限定盤有)
1. 《gift》(PV)

### DVD (只Seven net限定盘有)
1. 成员评论
2. 广告本編
3. 广告 Making映像

## 脚注
1. ↑  . RIAJ.   [2012-09-10]. （原始内容存档于2013-09-15） （日语）.
2. ↑  . Natalie. 2012-06-22  [2014-01-08]. （原始内容存档于2013-10-09） （日语）.
3. ↑  . TOKYO HEADLINE. headline. 2012-08-06  [2012-11-04]. （原始内容存档于2012-10-16） （日语）.
4. ↑  . Sponichi Annex (体育日本). 2012-07-14  [2012-08-26]. （原始内容存档于2012-07-17） （日语）.
5. ↑  . Oricon. 2012-08-14  [2014-01-08]. （原始内容存档于2013-05-13） （日语）.
6. ↑  . Natalie. 2012-06-15  [2014-01-08]. （原始内容存档于2014-01-08） （日语）.